# Meszfin
A Meszfin (herceg, többes számban Meszafint: hercegek), az Etióp Birodalomban a császári család hercegeit és a császári családon kívüli legmagasabb méltóságokat jelölte.
Körülbelül az 1750-től 1850-ig tartó száz éves időszakban a hercegeknek nagy politikai jelentősége volt. Etiópia történelmének ezt az időszakát, amelyben a központi császári hatalom összeomlott, zemene meszafint-nak (ge'ez írással: ዘመነ መሳፍንት? zamana masāfint, különböző fordításban „hercegek kora” vagy „a bírák kora”) is nevezik. A hercegek jelentős politikai és gazdasági szerepet játszottak, mint nagybirtokosok és világi méltóságok. jelképesen a császárnak voltak alárendelve, gyakorlatilag azonban önállóan kormányozták területeiket, és döntő szerepet játszottak a hatalom nélküli bábcsászárok felállításában, akiket saját érdekeiknek megfelelően ültettek trónra, gyakran lettek gyilkosság áldozatai.
A császári központi hatalom helyreállításával a 19. század második felében a hercegek befolyása csökkent. A meszfin címet a császári család tagjai használták tovább.

## Fordítás
Ez a szócikk részben vagy egészben  a   Mesfin című angol Wikipédia-szócikk ezen változatának fordításán alapul.  Az eredeti cikk szerkesztőit annak laptörténete sorolja fel. Ez a jelzés csupán a megfogalmazás eredetét és a szerzői jogokat jelzi, nem szolgál a cikkben szereplő információk forrásmegjelöléseként.